# The Hunchback of Notre Dame (musical)
The Hunchback of Notre Dame (El jorobado de Notre Dame en español) es un musical con música de Alan Menken y letras de Stephen Schwartz, basado en la película homónima de Walt Disney Animation Studios de 1996, que a su vez es una adaptación de la novela Nuestra Señora de París de Victor Hugo. Su trama central se desarrolla en torno al deforme Quasimodo, a quien su tutor Frollo mantiene apartado del mundo en lo alto del campanario de la catedral de París. Un día, durante una escapada en secreto por las calles de la ciudad, Quasimodo conoce a una gitana de nombre Esmeralda y ya nada volverá a ser como antes.
El espectáculo debutó en 1999 en el Musical Theater de Berlín (actual Theater am Potsdamer Platz), siendo el primer título de Disney Theatrical en estrenarse mundialmente fuera de Estados Unidos y en un idioma diferente al inglés. La première en lengua inglesa tuvo lugar en 2014 en La Jolla Playhouse de San Diego, California, con vistas a una futura producción en Broadway que nunca llegó a materializarse.

## Producciones
Bajo el título Der Glöckner von Notre Dame (El campanero de Notre Dame en español), el espectáculo tuvo su estreno mundial el 5 de junio de 1999 en el Musical Theater de Berlín (actual Theater am Potsdamer Platz), donde se representó hasta el 16 de junio de 2002, convirtiéndose en una de las obras de mayor permanencia en cartel en la historia de la ciudad. Escrito y dirigido por James Lapine, el montaje contó con coreografía de Lar Lubovitch, diseño de escenografía de Heidi Ettinger, diseño de vestuario de Sue Blane, diseño de iluminación de Rick Fisher, diseño de sonido de Tony Meola, diseño de proyecciones de Jerome Sirlin y adaptación al alemán de Michael Kunze. El elenco original estuvo encabezado por Drew Sarich como Quasimodo, Judy Weiss como Esmeralda, Norbert Lamla como Frollo, Fredrik Lycke como Febo y Jens Janke como Clopin. La española Julia Möller también formó parte de la compañía como ensamble y suplente de Esmeralda.
A pesar de las buenas críticas recibidas en Alemania, elogiando sobre todo el tono oscuro de la obra y su mayor fidelidad a la novela de Victor Hugo, tuvo que pasar más de una década para que The Hunchback of Notre Dame llegase a Estados Unidos. La primera producción en inglés pudo verse entre el 26 de octubre y el 7 de diciembre de 2014 en La Jolla Playhouse de San Diego, California, con un nuevo libreto de Peter Parnell y un equipo creativo formado por Scott Schwartz en la dirección, Chase Brock en la coreografía, Alexander Dodge en el diseño de escenografía, Alejo Vietti en el diseño de vestuario, Howell Binkley en el diseño de iluminación, Gareth Owen en el diseño de sonido, Michael Kosarin en la supervisión musical y Michael Starobin a cargo de las orquestaciones. El reparto estuvo liderado por Michael Arden como Quasimodo, Ciara Renée como Esmeralda, Patrick Page como Frollo, Andrew Samonsky como Febo y Erik Liberman como Clopin. Tras su estancia en San Diego, el musical fue transferido a la Paper Mill Playhouse de Millburn, Nueva Jersey, entre el 15 de marzo y el 5 de abril de 2015, y aunque se barajó la posibilidad de dar el salto a Broadway, finalmente el proyecto fue descartado.

## Números musicales
| Acto I - «Olim» - «The Bells of Notre Dame» - «Sanctuary» - «Out There» - «Topsy Turvy (Part 1)» - «Rest and Recreation» - «Rhythm of the Tambourine» - «Topsy Turvy (Part 2)» - «Into Notre Dame» - «God Help the Outcasts» - «Top of the World» - «The Tavern Song (Thai Mol Piyas)» - «Heaven's Light» - «Hellfire» - «Esmeralda» | Acto II - «Entr'acte» - «Flight Into Egypt» - «Esmeralda (Reprise)» † - «Rest and Recreation (Reprise)» † - «The Court of Miracles» - «In a Place of Miracles» - «Justice in Paris» - «Someday» - «While the City Slumbered» - «Made of Stone» - «Finale» |

† Canción no incluida en el álbum grabado en estudio

## Grabaciones
Hasta la fecha se han editado los álbumes grabados por los elencos de Alemania (1999 y 2017), Estados Unidos (2015), Japón (2016) y Austria (2023). La grabación estadounidense, a pesar de utilizar gran parte del reparto de la Paper Mill Playhouse, se considera un álbum de estudio.